# 斯勒尼克摩爾多瓦
斯勒尼克摩爾多瓦是羅馬尼亞的城鎮，距離首府巴克烏84公里，由巴克烏縣負責管轄，面積115.95平方公里，海拔高度530米，2007年人口5,069，其中信奉天主教和東正教的居民分別佔六成和四成。
46°12′25″N 26°25′50″E / 46.20694°N 26.43056°E

## 外部連結
- Town website